# اسکاتیش پاور
اسکاتیش پاور (انگلیسی: Scottish Power) شرکت برق اسکاتلندی است، که در سال ۱۹۹۰ توسط شرکت ایبردرولا تأسیس شد.